# Pyroklastický sediment

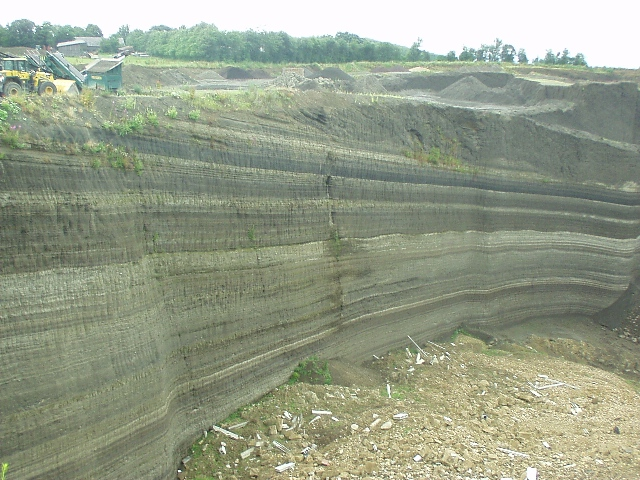
Vrstvy tefry u Weibernu v pohoří Eifel

Pyroklastický sediment (jiné názvy: pyroklastická hornina, pyroklastikum) je usazená hornina sopečného původu, produkty sopečných explozí, které nebyly dále přemístěny (na rozdíl od epiklastických sedimentů). Zrna pyroklastických sedimentů (pyroklasty) tvoří kusy krystalů, vulkanického skla a hornin. Doporučení IUGS definuje pyroklastické uloženiny jako nahromadění pyroklastů, které může být jak zpevněné, tak i nezpevněné, 75 % jejich objemu přitom musí tvořit napadané pyroklasty. Termín pyroklastická hornina se používá pro zpevněnou tefru.
Termín pyroklastický materiál zavedl americký geolog L. Pirsson roku 1915.

## Klasifikace
Pyroklastický materiál mohou tvořit jednotlivé krystaly, kousky sopečných hornin ale i podloží (litické fragmenty), pemza - "zpěněná", vysoce porézní hornina. Velikost částic pyroklastických hornin se může pohybovat od nejmenších částic s průměrem několik mikronů až po bloky velikosti řádově několik metrů.
| Průměr klastů | Označení                         | Nezpevněné: tefry | Zpevněné: pyroklastické horniny  |
| ------------- | -------------------------------- | ----------------- | -------------------------------- |
| > 64 mm       | blok, puma                       | aglomerát         | aglomerát, pyroklastické brekcie |
| <64 mm        | lapilli                          | lapillová tefra   | lapillový tuf,                   |
| <2 mm         | hrubozrnný popel                 | hrubozrnný popel  | hrubozrnný tuf                   |
| <0,063 mm     | jemnozrnný popel (sopečný prach) | jemnozrnný popel  | jemnozrnný tuf                   |

## Vznik
Pyroklastické uloženiny jsou typické pro pliniovské erupce (Vesuv), nebo freatomagmatické erupce. Pyroklastika vznikají spadem vulkanického popela, lapil, pum a bloků, které byly uvolněny ze sopky při erupci. Při usazování se mohla smíchat s rozdrcenými fragmenty okolních hornin, ty však nemohou tvořit více než 25 % materiálu. Takové jevy jsou zvlášť typické pro explozivní erupce na souši, méně ve vodě. Explozivní vulkanismus je nejčastější u viskózních (kyselých a intermediálních) lávach, protože řídké (bazické) lávy mají spíše tendenci téci ve formě lávy.
Při explozivních erupcích na svazích sopek běžně vznikají pyroklastické proudy. Suspenze horkých plynů a vulkanického materiálu, které se pohybují dolů svahem sopky a mohou mít katastrofální devastující účinky.